# Mikhael Psellos
Mikhael Psellos (Hy Lạp: Μιχαήλ Ψελλός, Mikhaēl Psellos) là một tu sĩ, nhà văn, triết gia, chính trị gia và nhà sử học Đông La Mã gốc Hy Lạp. Ông sinh vào năm 1017 hoặc 1018 và qua đời vào năm 1078, dù có không ít ý kiến cho rằng ông vẫn còn sống cho đến tận năm 1096.

## Tiểu sử
Nguồn tin chính về cuộc đời của Psellos đều xuất phát từ các tác phẩm của riêng ông, trong đó có những đoạn tự truyện phong phú. Mikhael Psellos có lẽ chào đời tại kinh thành Constantinopolis. Gia tộc Psellos tới từ xứ Nicomedia và theo như lời khai của ông, có tính đến những thành viên thuộc tầng lớp chấp chính quan và giới tinh hoa patrikios trong số tổ tiên của mình, nhưng  gia đình ông không thực sự sung túc.  Tên rửa tội của ông là Konstantinos; Mikhael là pháp danh mà ông đã chọn khi bước chân vào tu viện sống nốt phần đời còn lại. Psellos ('người nói cà lăm') có thể là một cái biệt danh đề cập đến khiếm khuyết về khả năng ăn nói.
Michael Psellos lúc nhỏ được dạy dỗ chu đáo ở Constantinopolis. Psellos được mô tả là có bề ngoài giống cha, đẹp trai và "mỏng như một cây bách".  Vào khoảng mười tuổi, gia đình không còn khả năng chi cho việc học tập của ông, ông được gửi ra ngoài kinh đô làm thư ký cho một viên quan tòa cấp tỉnh, nhằm phụ giúp gia đình kiếm tiền tạo dựng của hồi môn cho chị gái đi lấy chồng. Khi cô chị gái qua đời, ông quyết định bỏ việc và trở về Constantinopolis tiếp tục theo đuổi việc học hành. Trong khi đang theo học Ioannes Mauropous, ông tình cờ gặp được Thượng phụ Konstantinos Leichoudes và Ioannes Xiphilinos, và vị hoàng đế sau này Konstantinos X Doukas. Đôi lúc, ông còn đi công tác tại các tỉnh một lần nữa để rồi giờ đây tự mình ra làm thẩm phán. Thỉnh thoảng trước năm 1042 ông lại quay về Constantinopolis giữ một chức vụ thấp tại triều đình kiểu như Thư ký (ὑπογραμματεύς) Nội cung. Kể từ đó sự nghiệp của ông bắt đầu lên như diều gặp gió. Ông trở thành cố vấn chính trị có ảnh hưởng đến hoàng đế Konstantinos IX Monomachos (trị vì 1042–1055). Suốt thời gian này, ông còn là giáo sư hàng đầu tại trường Đại học Constantinopolis, được vinh dự mang danh hiệu "Thầy các Triết gia" (ὕπατος τῶν φιλοσόφων).
Đến cuối thời Monomachos, Psellos tự nhận thấy bản thân phải chịu đựng sức ép về mặt chính trị vì một số nguyên do nào đó nên sau cùng đã quyết định rời khỏi chốn cung đình, bước chân vào Tu viện Olympus trên núi Olympus xứ Bithynia năm 1054. Sau khi Monomachos băng hà, người kế vị là Theodora (trị vì 1055–1056) đã sớm gọi ông về triều bàn định chính sự. Suốt những năm tháng về sau, ông vẫn hoạt động chính trị, đóng vai trò là cố vấn chính trị cấp cao cho một số vị hoàng đế kế tiếp. Ông cũng đóng một vai trò quyết định về mặt chính trị trong việc chuyển giao quyền hành từ Mikhael VI sang Isaakios I Komnenos năm 1057; rồi từ Isaakios Komnenos sang Konstantinos X Doukas (1059); và sau đó một lần nữa từ Romanos IV Diogenes tới Mikhael VII Doukas (1071). Psellos có hồi làm thị giảng cho Mikhael dưới thời phụ hoàng Konstantinos, và từng đóng một vai trò quan trọng trong việc giúp Mikhael lên nắm quyền chống lại kẻ đối địch và người cha dượng Romanos, Psellos có lẽ còn nuôi hy vọng vào địa vị gây dựng thanh thế hơn nữa trong vai trò của một người thầy và cố vấn tin cậy. Tuy vậy, Mikhael xem chừng ít có khuynh hướng che chở cho thầy dạy cũ và nhất là từ sau giữa thập niên 1070 chẳng có thêm thông tin gì về bất kỳ vai trò nào của Psellos trong triều đình. Ngay cả những bản tự sự của Psellos đều chấm dứt vào thời điểm này, có rất ít thông tin đáng tin cậy về những năm tháng cuối đời của ông. Một số học giả tin rằng Psellos lại phải lui về ẩn cư tại một tu viện suốt quãng đời còn lại trong thập niên 1070. Căn cứ vào lời nhận xét từ người bạn của Psellos là sử gia Ioannes Zonaras, hầu hết các học giả đều tin rằng Psellos đã qua đời ngay sau khi Mikhael VII bị truất ngôi vào năm 1078, dù có một số học giả cũng đề xuất những niên đại sau này. Người ta chỉ biết được là Theophylaktos xứ Bulgaria có viết một bức thư gửi cho em của Psellos nhằm an ủi ông ấy về cái chết của anh mình nói rằng, "Anh cậu chưa chết đâu, mà là về với Chúa để giải thoát cuộc đời đầy khổ ải và bệnh tật hành hạ thôi.

## Tác phẩm sử học
Có lẽ tác phẩm hay nhất được biết đến và dễ tiếp cận nhất của Psellos là bộ Chronographia. Đây là bộ lịch sử các đời hoàng đế Đông La Mã trong suốt thế kỷ dẫn đến thời đại của riêng Psellos. Tác phẩm kể về mười bốn đời hoàng đế và hoàng hậu, bắt đầu với sự cai trị dài gần 50 năm của Basileios II, "Tên sát nhân Bulgar" (976–1025), và kết thúc một thời gian dưới thời Mikhael VII Doukas (1071–1078). Cấu trúc của toàn bộ tác phẩm chủ yếu gồm một loạt bài tiểu sử. Không giống như hầu hết các tác phẩm sử học của thời kỳ này, Chronographia đặt trọng tâm nhiều hơn vào sự mô tả các nhân vật hơn là những chi tiết về các sự kiện chính trị và quân sự. Nó cũng bao gồm các yếu tố tự truyện rất sâu rộng về quá trình phát triển chính trị và trí tuệ của Psellos, và để lại tầm quan trọng lớn hơn vào những giai đoạn khi Psellos đang nắm giữ chức vụ thiết thực về mặt chính trị (nhất là dưới thời Konstantinos IX), khiến cho toàn bộ tác phẩm gần như là các hồi ức chính trị của nhân vật. Chronographia được cho là viết thành hai phần. Phần đầu tiên gồm đời các hoàng đế cho đến thời Isaakios I Komnenos. Phần thứ hai có giọng điệu kiểu biện hộ mạnh hơn nhiều, phần lớn thuộc thể văn tán dương (encomium) những người bảo trợ hiện tại của Psellos chính là các vị hoàng đế dòng họ Doukas.

## Tác phẩm khác
Psellos để lại khá nhiều tác phẩm:
1. "Historia syntomos", một cuốn lược sử giáo khoa thư dưới dạng biên niên sử thế giới.
2. Một số lượng lớn các chuyên luận khoa học, triết học và tôn giáo. Tác phẩm nổi tiếng trong số này là De Operatione Daemonum, bộ thư mục học về ma quỷ. Ông còn viết hoặc biên soạn một tác phẩm quan trọng về triết học nhan đề De omnifaria doctrina. Những tác phẩm khác viết về vô số chủ đề như thiên văn học, y học, âm nhạc, luật học, vật lý và dân tục học.
3. Hàng loạt bài thơ khác nhau giảng dạy về các chủ đề như ngữ pháp và hùng biện.
4. Ba Epitaphioi hay các bài văn tế về mấy vị Thượng phụ Mikhael Keroularios, Konstantinos III Leichoudes và Ioannes Xiphilinos.
5. Một bài văn tế lễ tang mẫu thân, chứa đựng một số lượng lớn thông tin tự sự.
6. Một số bài tán tụng, diễn văn (gồm những tác phẩm chống đối phái Bogomil và Euchites) đề cập đến những vị hoàng đế bảo trợ mình tại triều đình.
7. Hàng trăm bức thư cá nhân.
8. Các tập hùng biện và tiểu luận đủ mọi đề tài.
9. Thơ trào phúng, châm biếm và những câu thơ viết nhân một dịp đặc biệt.

## Nhân cách
Psellos được tiếp thu một nền giáo dục phổ quát và nổi tiếng là một trong những người có học thức nhất thời bấy giờ. Ông tỏ ra tự hào là chính mình đã một tay giới thiệu lại việc nghiên cứu nghiêm túc triết học cổ đại cho giới học giả Đông La Mã, đặc biệt là về Plato. Thị hiếu của ông đối với Plato và các triết gia ngoại giáo khác (thường là phái Tân Plato) đã dẫn đến những mối nghi ngờ về đức tin Chính Thống giáo của mình so với một số người cùng thời, và có lúc ông bị buộc phải đưa ra tuyên bố tin theo đạo trước dân chúng để tự biện hộ lấy. Ông cũng tự hào về mình là bậc thầy tu từ, kết hợp sự khôn ngoan của nhà triết học và sức thuyết phục của nhà tu từ học. Điều này đã biến ông trở thành hình mẫu của một nhà lãnh đạo chính trị và cố vấn. Trong số các nhà bình luận thời nay, thiên hướng của Psellos đối với những lạc đề mang tính chất tự truyện dài dòng lê thê trong các tác phẩm của ông đã mang lại cho ông những lời buộc tội về tính phù phiếm và tham vọng. Đồng thời, sự nghiệp chính trị của ông và nội dung của cuốn Chronographia đã khiến cho giới phê bình nhìn nhận ông như một kẻ khúm núm và cơ hội, vì lập trường tỏ vẻ không có óc phê phán đối với một số hoàng đế và vì hay thay lòng đổi dạ về mặt chính trị trong suốt đời mình. Tuy vậy, các nhà bình luận khác lập luận rằng đã có một làn sóng ngầm mỉa mai nổi bật xuyên suốt tác phẩm của ông, nhất là cuốn Chronographia, đang truyền đạt những thông điệp chỉ trích gay gắt và mang tính lật đổ về các hoàng đế được miêu tả, hay thậm chí về niềm tin Kitô giáo và đạo đức nói chung.
Như đã đề cập ở trên, những câu hỏi nghiêm túc đã được đưa ra trong suốt cuộc đời của Psellos liên quan đến niềm tin tôn giáo của ông. Ví dụ, theo nhà nghiên cứu Đông La Mã Anthony Kaldellis, "Năm 1054 ông ta [Psellos] bị người bạn cũ là Thượng phụ tương lai Ioannes Xiphilinos buộc tội từ bỏ Chúa Kitô để theo Plato." [Kaldellis, 1999, p. 4] Ngay cả sự ngờ vực vững chắc nhất nổi lên có liên quan đến học trò của Psellos là Ioannes Italos đã kế tục thầy mình ra làm Thầy các Triết gia (Hypatos ton Philosophon). Italos bị buộc tội dám công khai giảng dạy những ý tưởng "Hy Lạp hóa" như thế này thành thuyết luân hồi và sự vĩnh hằng của thế giới. Italos phải đối mặt với những lời cáo buộc như vậy đến hai lần, và cả hai lần ông đều thú nhận và bác bỏ ý kiến của mình.

## Psellos Giả
Mọi người tin rằng từng có có một nhà văn Đông La Mã cùng tên, Mikhael Psellos Già (nay còn gọi là Psellos Giả), sống trên đảo Andros vào thế kỷ 9 và là học trò của Photios và thầy dạy của hoàng đế Leon VI. Ngay cả bản thân Mikhael Psellos còn được một số tác giả gọi là "người trẻ". Niềm tin này được dựa trên một mục từ trong cuốn biên niên sử thời Trung cổ nhan đề Σύνοψις Κεδρηνοῦ-Σκυλίτση, là có nhắc đến tên gọi trong đoạn văn này. Giờ đây người ta tin chắc rằng cả cái tên Psellos có trong cuốn biên niên sử này là sự nhầm lẫn của một kẻ sao chép ngu dốt sau này, và chẳng có "Mikhael Psellos Già" nào từng tồn tại.

## Ấn bản
- Psellus, Michael (1647). Compendium mathematicum (bằng tiếng La-tinh). Lugd. Batav: Bonaventura Elzevier, Abraham Elzevier. Truy cập ngày 19 tháng 6 năm 2015.

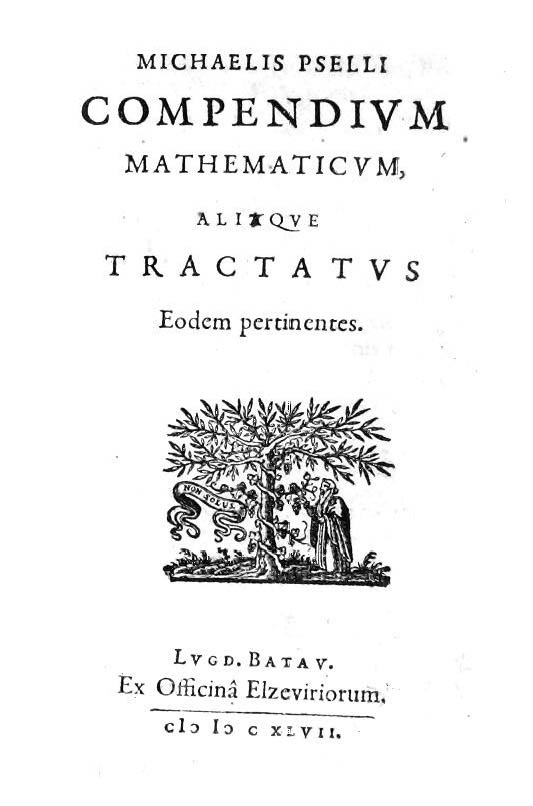
Compendium mathematicum, 1647

- Chronographie ou histoire d'un siècle de Byzance (976–1077). Ed. Émile Renauld. 2 vols. Paris 1926/28. [Standard modern edition].
- Imperatori di Bisanzio (Cronografia). Ed. Salvatore Impellizzeri. 2 vols. Vicenza 1984. [New critical edition and Italian translation.]
- Chronographia, ed. E. R. A. Sewter. London 1953. [English translation, Full online text Lưu trữ ngày 14 tháng 8 năm 2014 tại Wayback Machine
- Chronographia, ed. Vrasidas Karalis. 2 vols. Athen 1992/96 [Modern Greek translation].
- Vidas de los emperadores des Bizancio (Cronografia). Ed. Juan Signes Codoñer. Madrid 2005 [Spanish translation].
- Autobiografia (Encomio per la madre. Ed. Ugo Criscuolo. Naples 1989.
- De omnifaria doctrina. Ed. Leendert G. Westerink. Utrecht 1948.
- De operatione daemonum. Ed. Jean-François Boissonade. Nürnberg 1838, reprint Amsterdam 1964.
- De operatione daemonum. Tr. Marcus Collision. Sydney 1843. Full online text
- '"Éloge inédit du lecteur Jean Kroustoulas." Ed. Paul Gautier. Rivista di studi bizantini e neoellenici, n.s. 17–19 (27–29), 1980–1982: 119–147.
- Epistola a Giovanni Xifilino. Ed. Ugo Criscuolo. Naples 1990.
- Epistola a Michele Kerulario. Ed. Ugo Criscuolo. Naples 1990.
- Historia Syntomos. Ed. Willem J. Aerts. Berlin 1990.
- Orationes hagiographicae. Ed. Elizabeth A. Fisher. Stuttgart/Leipzig 1994.
- Orationes panegyricae. Ed. George T. Dennis. Stuttgart/Leipzig 1994.
- Oratoria minora. Ed. Antony R. Littlewood. Leipzig 1984.
- Orazione in memoria di Constantino Lichudi. Ed. Ugo Criscuolo. Messina 1983.
- Philosophica minora I. Ed. John M. Duffy. Stuttgart/Leipzig 1992.
- Philosophica minora II. Ed. Dominic J. O'Meara. Leipzig 1989.
- Poemata. Ed. Leendert G. Westerink. Stuttgart/Leipzig 1992.
- Scripta minora magnam partem adhuc inedita. 2 vols. Ed. Eduard Kurtz, Franz Drexl. Milan 1936/41.
- Essays on Euripides and George of Pisidia and on Heliodorus and Achilles Tatius. Ed. Andrew R. Dyck. Wien 1989.
- Theologica I. Ed. Paul Gautier. Leipzig 1989.
- Theologica II. Ed. Leendert G. Westerink, John M. Duffy. München/Leipzig 2002.